# 遊撃宇宙戦艦ナデシコ
『遊撃宇宙戦艦ナデシコ』（ゆうげきうちゅうせんかんナデシコ）は、『月刊少年エース』1996年9月号から1999年2月号まで連載された、麻宮騎亜の漫画作品。全4巻。

## 概要
テレビアニメ『機動戦艦ナデシコ』の放映に先駆けて発表された漫画作品。登場人物や固有名詞などはテレビ版と共有しているが、設定や物語は大幅に異なり、テレビ版の原作というわけではない。
物語序盤はアニメを踏襲したような流れだが、途中から完全に漫画独自の展開となった（作者によると、アニメ放送中はアニメに合わせようという気持ちがあったという）。並列宇宙といったアニメには無い要素を織り交ぜつつ、アニメと比べて、主人公の成長が軸となって重点的に描かれている。また、アニメよりも更に日本神話をモチーフとした要素が多い。最終話のラストに物語が続く伏線のような表現があったが、特に描かれる事は無くそこで物語は終了している。
アニメと異なり、登場人物の姓名表記が「名前・姓」の英語圏式で統一されている（逆に並列宇宙の大和側は日本式）。その中でハルカ・ミナトのみは表記がアニメのままであり、苗字と名前が入れ替わっている。
また、「アキトが（一時的にだが）失明する」「ルリがナデシコの艦長に就任する」「ユリカが敵に拉致される」といった、劇場版『機動戦艦ナデシコ -The prince of darkness-』を彷彿とさせるシーンも描かれている。
後に徳間書店から発売された新装版では、書き下ろし作品「宇宙戦艦カグヤ－封印された悼み－」が収録されている。
『宇宙戦艦ヤマト』を元ネタとしたシーンが多い。

## 登場兵器
「ナデシコ」
平行世界「大和」の技術が盛り込まれ、呪術砲とよばれる武装が施されている。漫画版では破損していたディストーションブレードを改修＋追加武装を加えることで以後「ヤマト＝ナデシコ」と呼ばれている。又、漫画版では元々「ムサシ」と命名される予定であったが、小泉今日子ファンのユリカが聴いていた「ヤマトナデシコ七変化」から勝手に「ナデシコ」と戦艦名を命名し、その名を船体に彫り込んでいる。
「コスモス」
補給と補修機能を持つドックを備えた大型艦。
零番艦「カグヤ」
ナデシコの試作艦を明日香インダストリーが買収し、国連籍に入った。艦長はカグヤ・オニキリマル。月面での戦闘で発進直後に敵艦に押しつぶされ大破。
明日香インダストリー製新型戦艦「カグヤB」
大破したカグヤに変わって登場した艦でスーパーナデシコ級、艦長は引き続きカグヤ・オニキリマル。Yユニットを標準装備し、ナデシコと同様の呪術砲機構がつけられている。
量産型ナデシコ
カグヤを元に製作された国連の量産型ナデシコ級。ナデシコやカグヤBに装備されていたYユニットや呪術砲機構はない。
エグザバイト
アニメにおける「0Gフレーム」。宇宙専用機のため脚部が無く、敵に直接高圧電流を流して破壊する武器「ハイボルト・スキッフ」を装備している。エステバリスとの互換性もあり。

## CDドラマ版

### キャスト
- アキト・テンカワ：上田祐司
- ユリカ・ミスマル：桑島法子
- ルリ・ホシノ：南央美
- ジュン・アオイ：伊藤健太郎
- メグミ・レイナード：高野直子
- ハルカ・ミナト：岡本麻弥
- イネス・フレサンジュ：松井菜桜子
- ガイ・ダイゴウジ：関智一
- ウリバタケ・セイヤ：飛田展男
- スバル・リョーコ：横山智佐
- カグヤ：今井由香
- 98：矢島晶子
- カイオウ：檜山修之
- Dr.テンカワ：佐々木優子
- サラシナ：中博史

### サブタイトル
1. 火星の形見
2. 月の天涯
3. 木星の大蛇

### イメージソング
「WITH YOU」作詞 - 有森聡美 / 作曲・編曲 - 坂本洋 / 歌 - 松澤由実